# Travesía del Patín
La travesía del Patín es una vía pública de la ciudad española de Segovia.

## Descripción
La travesía, de igual nombre que una plazuela ya desaparecida, conectaba en un primer momento aquel espacio con la calle de la Infanta Isabel. Con la desaparición de la plazuela, pasó a llamarse «travesía del Patín» a todo el tramo que une la calle de la Infanta de Isabel con la de la Herrería. Aparece descrita en Las calles de Segovia (1918) de Mariano Sáez y Romero con las siguientes palabras:

Patín (Travesía del).—Es un pequeño espacio entre la calle de Infanta Isabel y la plazuela del Patín. Su aspecto es de las vías inmediatas, del Patín y la Herrería.
(Sáez y Romero, 1918, p. 128)